# Vzw Durme

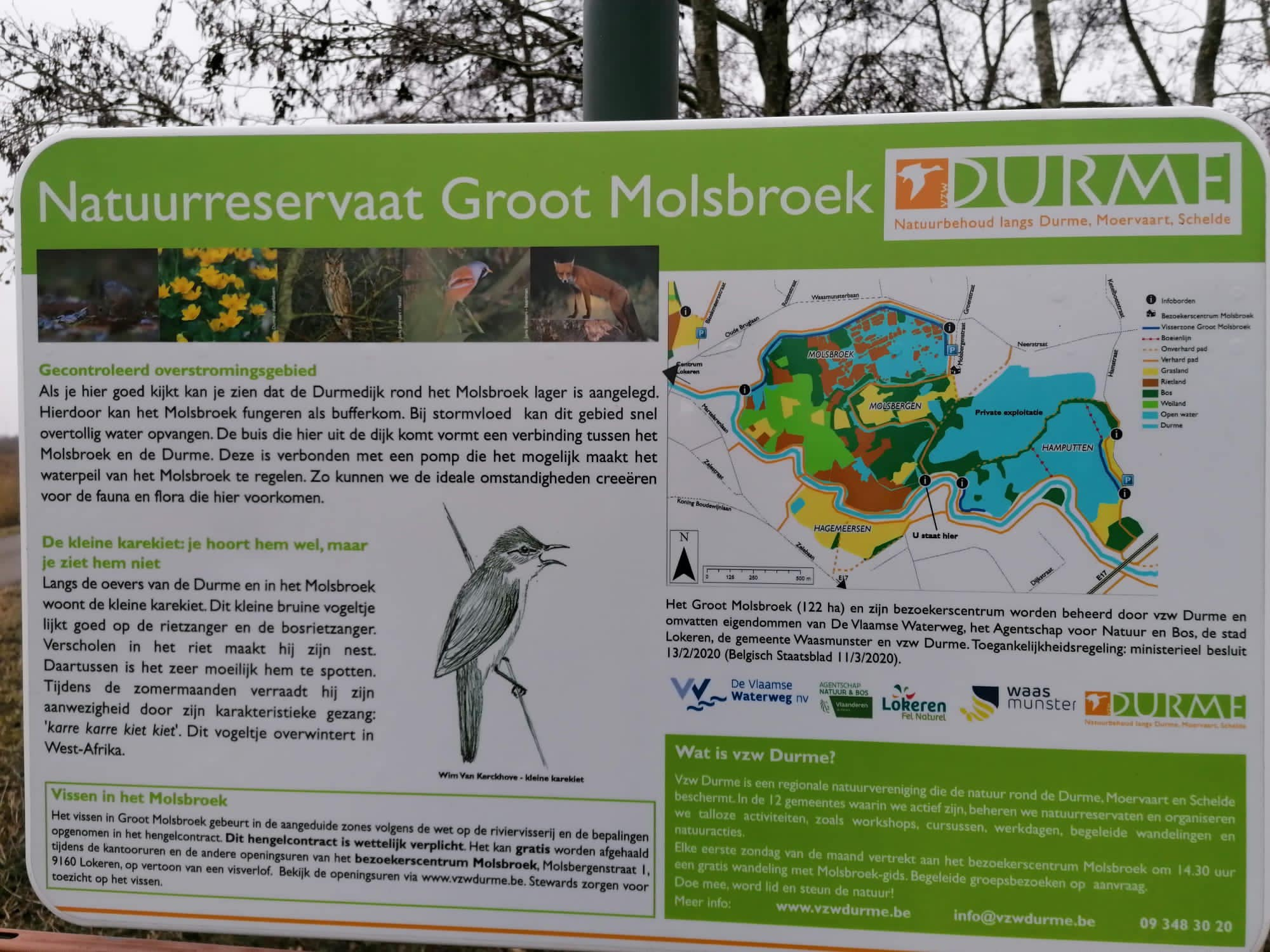
Infobord vzw Durme

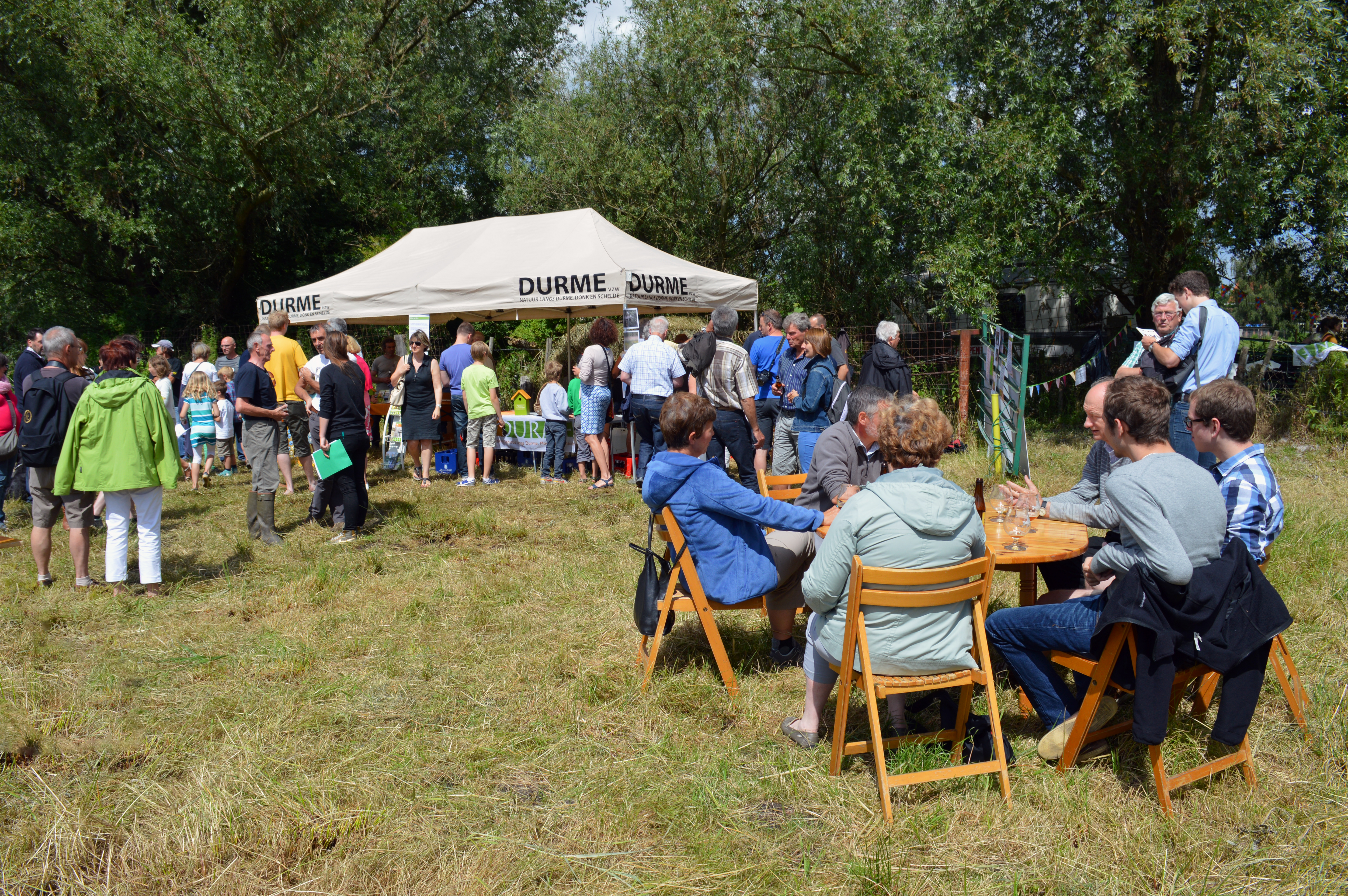
Activiteit van vzw Durme in De Buylaers in Lokeren in 2014

Vzw Durme is een Belgische regionale vereniging voor natuurbehoud die actief is in de streek langs de rivieren Durme, Moervaart en Schelde. De vereniging werd op 27 januari 1969 opgericht. Vzw Durme beheert tegenwoordig 12 natuurreservaten vzw, die samen zo'n 550 ha groot zijn. Daarvan heeft vzw Durme ongeveer 270 ha in eigendom. De andere gronden worden beheerd op basis van langdurige contracten met particulieren, de stad Lokeren en gemeente Berlare, het Agentschap voor Natuur en Bos en Waterwegen en Zeekanaal NV. Laatstgenoemde is 1 januari 2018 door een fusie opgegaan in het agentschap De Vlaamse Waterweg.
De organisatie vzw Durme is actief in elf gemeenten, die verdeeld zijn in vijf afdelingen: Hamme-Dendermonde, Waasmunster-Temse, Lokeren-Moerbeke-Stekene, Zele-Berlare-Wichelen en Sint-Niklaas-Sinaai. De vereniging baat twee bezoekerscentra uit: bezoekerscentrum Molsbroek in Lokeren en bezoekerscentrum Donkmeer in Berlare. Het secretariaat bevindt zich in het bezoekerscentrum van het Molsbroek.
Sinds 1985 brouwt Brouwerij Strubbe uit Ichtegem in opdracht van vzw Durme het natuurbier Dobbelken, een roodbruin bier van hoge gisting. Sinds 2010 is er ook Dobbelken Amber, een amberkleurig bier.

## Natuurreservaten
- Het Molsbroek
- De Buylaers
- De Scheldebroeken
- De Eenbes
- De Moeren
- De Durmemeersen

- Reservaatzone Donkmeer
- De Linie
- De Fondatie van Boudelo
- Cuestazoom, Bronbosjes en Sombeekse Meersen
- De Lokerse Moervaartmeersen
- Relicten van Durme- en Scheldeland